# パディ・ヤング
パディ・ヤング（Paddy Young、1976年2月12日 - ）は、おもに障害競走で騎乗する騎手。アイルランド出身。

## 来歴
2003年、騎手として初勝利を挙げる。
2007年、全米最多となる障害で97競走に騎乗して、全米2位となる16勝を挙げ、ティンバーフェンス競走において最多勝利騎手となった。
2008年、中山グランドジャンプに出走するグライディングに騎乗するために日本へ遠征した。結果は9着だった。

## おもな表彰
- ティンバーフェンス競走最多勝騎手（アメリカ、2007年）

## おもな騎乗馬
- Gliding / グライディング（2008年インペリアルカップハードルステークス3着）